# Itolia maculata
Itolia maculata är en tvåvingeart som beskrevs av Wilcox 1936. Itolia maculata ingår i släktet Itolia och familjen rovflugor. Inga underarter finns listade i Catalogue of Life.